# 佳能 EF 15mm 鏡頭
佳能 EF 15mmm 鏡頭是由佳能公司生產的魚眼鏡頭，一共有下列幾種型號：
- Canon EF 15mm f/2.8

提供180度的視角。只適用於全画幅数码单反相机，APS-C與APS-H則不適合。

## 外部連結
- Canon EF 15mm f/2.8 （页面存档备份，存于）